# Pie VII
Pour les articles homonymes, voir Chiaramonti (homonymie).
Le pape Pie VII est le 251e pape de l’Église catholique. Barnaba Chiaramonti (en religion, le Père Gregorio) est né le 14 août 1742 à Cesena (Romagne) et est mort le 20 août 1823 à Rome. Moine bénédictin, il est d'abord prieur de la basilique Saint-Paul-hors-les-Murs, une des quatre basiliques majeures du monde, toutes situées à Rome. Il est ensuite consacré évêque pour le diocèse de Tivoli en 1782, puis transféré à Imola et créé cardinal en 1785. Il est élu souverain pontife le 14 mars 1800, et prend le nom de Pie VII.

## Jeunesse

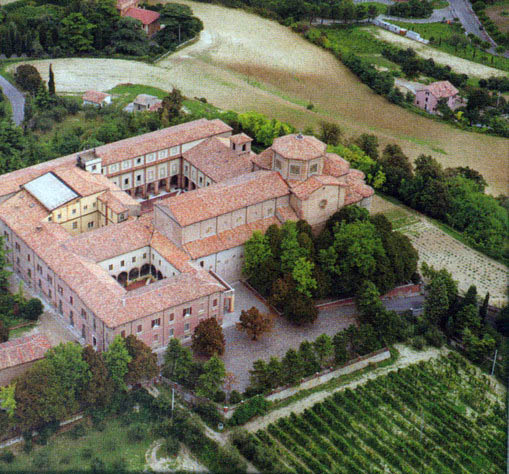
Abbaye bénédictine de Santa Maria del Monte.

Avant-dernier enfant du comte Scipione Chiaramonti (1698–1750) et de Giovanna Coronata Ghini (1713–1777), fille du marquis Barnaba Eufrasio Ghini, femme profondément religieuse qui, veuve, entrera au Carmel de Fano et y terminera sa vie, que son fils prendra toute sa vie comme modèle de piété et de courage, particulièrement aux moments les plus douloureux de son pontificat. Les Chiaramonti sont une famille de vieille noblesse, d'origine française, sans doute celle de Clermont-Tonnerre,[réf. nécessaire] amie des Braschi (famille dont est issu Pie VI), le prédécesseur du pape. C'est une famille noble mais assez pauvre.
Comme ses frères, le jeune Barnaba fréquente d'abord le Collegio dei Nobili de Ravenne, mais à sa demande, il est admis à l'âge de 14 ans (2 octobre 1756) comme novice à l'abbaye bénédictine Santa Maria del Monte, à Cesena. Il y est sous la direction de dom Gregorio Caldarera. Deux ans plus tard (20 août 1758), il prend l'habit sous le nom de dom Gregorio. Jusqu'en 1763, il étudie à l'abbaye Santa Giustina de Padoue où il est soupçonné de jansénisme par l'Inquisition vénitienne. Ses brillantes qualités intellectuelles conduisent ses supérieurs à l'envoyer ensuite au collège pontifical Saint-Anselme, à Rome, adjacent à la résidence urbaine de l'abbaye Saint-Paul-hors-les-Murs qui avait été ouvert pour recevoir les étudiants les plus prometteurs de la Congrégation bénédictine de Monte-Cassino.
Le 21 septembre 1765, il est ordonné prêtre et peu après, reçoit son doctorat en théologie. Il enseigne, à partir de 1766, à l'abbaye Saint-Jean-l'Évangéliste de Parme, duché ouvert aux idées nouvelles. Amoureux de la culture et soucieux de donner un enseignement moderne, proche des réalités sociales et scientifiques de son temps, il souscrit à l'Encyclopédie de Diderot et se montre curieux des idées de Locke et Condillac, alors précepteur du prince héritier, l’infant don Ferdinand, et dont il traduit l’Essai sur l'origine des connaissances humaines.
En 1772 lui est attribué le grade académique de « lecteur », par lequel l'ordre bénédictin l'habilite à l'enseignement de la théologie et du droit canonique. De 1772 à 1781, il se trouve au collège Saint-Anselme, cette fois en tant que professeur de théologie et bibliothécaire. Il est ensuite nommé abbé titulaire du monastère Santa Maria del Monte dont il avait été oblat dans son enfance.
Le jeune moine Chiaramonti ressent le besoin d'un profond renouveau pour son ordre, en particulier dans le domaine de la formation. Il souhaite, d'une part, le retour à l'inspiration originelle de la vie monastique et, de l'autre, une modernisation des programmes d'enseignement, de façon à conduire les jeunes moines à un contact plus direct avec les réalités concrètes et actuelles.
En 1773, il devient confesseur du cardinal Angelo Braschi, qui deviendra le Pape Pie VI en 1775, et qui le tient en haute estime. En 1782, ce dernier le nomme prieur de l'abbaye romaine de Saint-Paul-hors-les-Murs où il semble avoir été accueilli comme un intrus par les autres moines jaloux de leur droit d'élire leur prieur et qui, semble-t-il, tenteront même de l'empoisonner. Jean Cohen écrit :
« On prétendit qu'ils tentèrent d'empoisonner leur rival par une tasse de chocolat. Chiaramonti, l'ayant goûtée, ne put l'achever tant elle lui parut d'une saveur désagréable. Un frère lai, spécialement attaché à son service, la but, et saisi tout à coup des plus violentes douleurs, il ne survécut que 24 heures à ce fatal repas ». On peut douter de l'authenticité de cette anecdote.

## Expérience pastorale

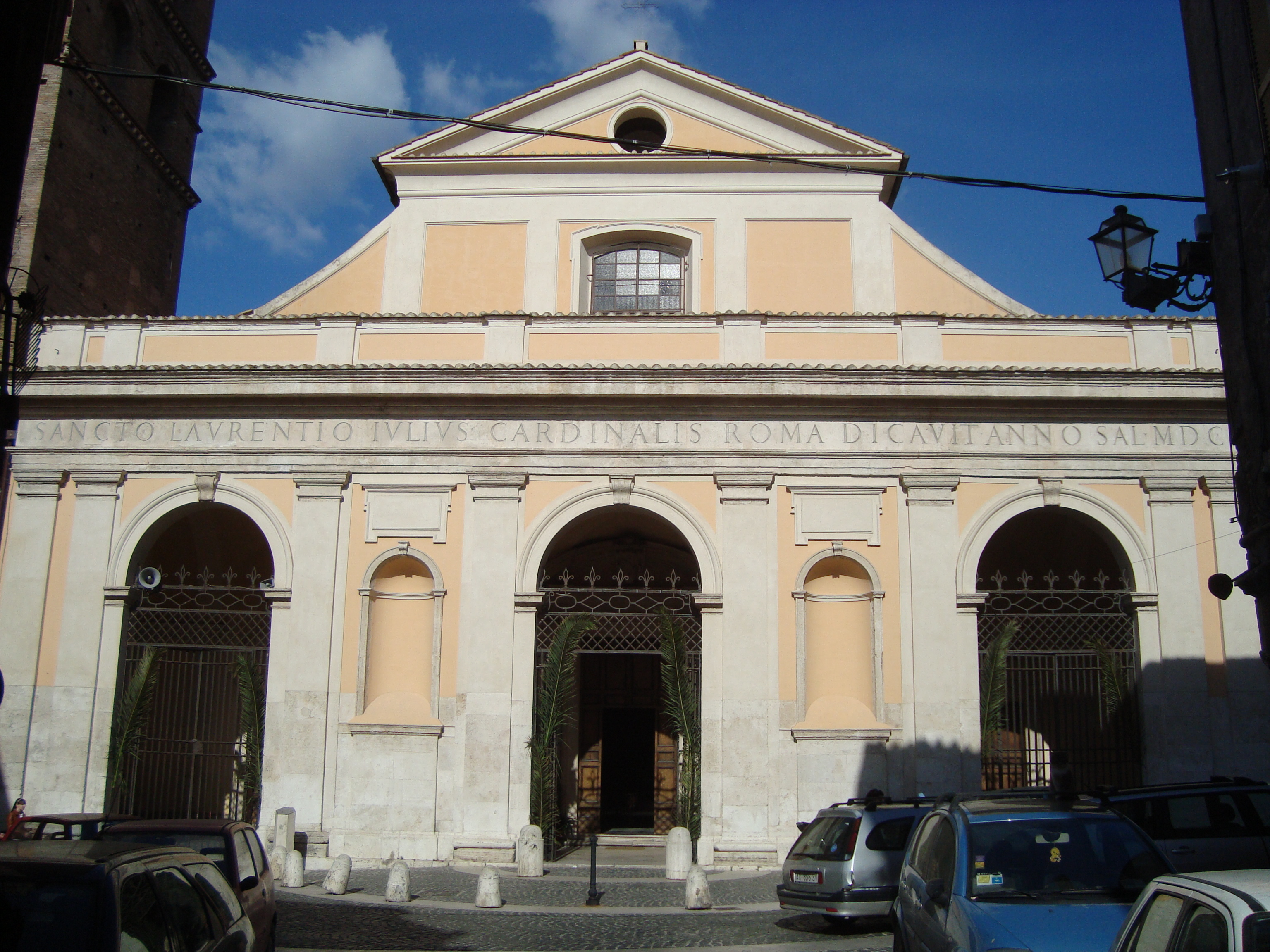
La façade de la cathédrale San Lorenzo de Tivoli.

Il ne fait pas de doute cependant que la nomination de Chiaramonti à l'abbaye de Saint-Paul-hors-les-Murs est fraîchement accueillie par les autres religieux. Pie VI en est conscient et, pour raffermir son autorité, il lui confie la responsabilité du diocèse de Tivoli. Le 16 décembre 1782, il est sacré évêque dans la cathédrale San Lorenzo.
Trois ans plus tard, alors qu'il n'a que 42 ans, il est créé cardinal lors du consistoire du 14 février 1785 et en reçoit les insignes le 27 juin. Il devient évêque-cardinal d'Imola.
En juin 1796, son diocèse d'Imola est envahi par les troupes françaises d'Augereau. Rappelé à Rome en 1797, il se range dans le camp des modérés et soutient, au grand dam des conservateurs, l'établissement des négociations menant au traité de Tolentino. Dans une lettre adressée aux habitants de son diocèse, il leur demande de se soumettre, « dans les circonstances actuelles de changement de gouvernement (…) à l'autorité du victorieux général en chef de l'armée française. » Avec une belle audace il affirme même, dans son homélie de Noël 1797, qu'il n'y a pas opposition entre catholicisme et démocratie :

« Oui ! mes chers frères, soyez de bon chrétiens, et vous serez d'excellents démocrates. La forme du gouvernement démocratique adoptée chez nous n'est point en opposition avec les maximes que je viens de vous exposer. Elle ne répugne pas à l'Évangile. Elle exige, au contraire, ces vertus sublimes qui ne s'acquièrent qu'à l'école de Jésus-Christ. Si vous les pratiquez sérieusement, elles seront le gage de votre bonheur, de votre gloire et de la splendeur de notre République. La seule indépendance que donnait aux anciens la forme de gouvernement dont ils jouissaient les avait ornés d'une foule de vertus. Républicains et, de plus, chrétiens, quels modèles de sainteté ne doivent pas être les citoyens d'Imola ! » »

Il intercède d'ailleurs personnellement auprès du général Augereau pour le convaincre d'épargner les habitants de Lugo qui ne s'étaient guère montrés sensibles à ses conseils pacifiques. Cette politique modérée évitera bien des malheurs au diocèse d'Imola, mais n'empêchera pas le reste de l'Église catholique de continuer à vivre des moments dramatiques.
À la nouvelle de la mort du général Duphot, tué involontairement par la Gendarmerie pontificale à Rome, alors qu'il y faisait de l'activisme provocateur au service du Directoire français, pour lui donner un prétexte d'intervention dans les États pontificaux, le Directoire ordonne, le 11 janvier 1798, l'occupation de Rome. Gaspard Monge part le 6 février pour la Ville Éternelle. La révolution, excitée en sous-main, y éclate le 15 février, et la « République romaine » proclamée « par le peuple » (réunion des partisans au Campo Vaccino (it)).
Le pape Pie VI est d'abord contraint par la République française de renoncer à son pouvoir temporel et de se limiter à ses prérogatives spirituelles. Mais après maintes vexations, on le force à quitter Rome. Pie VI, qui a 80 ans, est enlevé du Quirinal dans la nuit du 19 au 20 février 1798. Après le renvoi de Masséna, Gaspard Monge fait toutes les nominations (sauf les finances).
Emmené à Sienne puis à la chartreuse de Florence (en juin 1798), Pie VI est prisonnier des troupes françaises. Sa déportation se poursuit successivement à Bologne, Parme, Turin, puis Briançon, Grenoble, et enfin Valence (France).

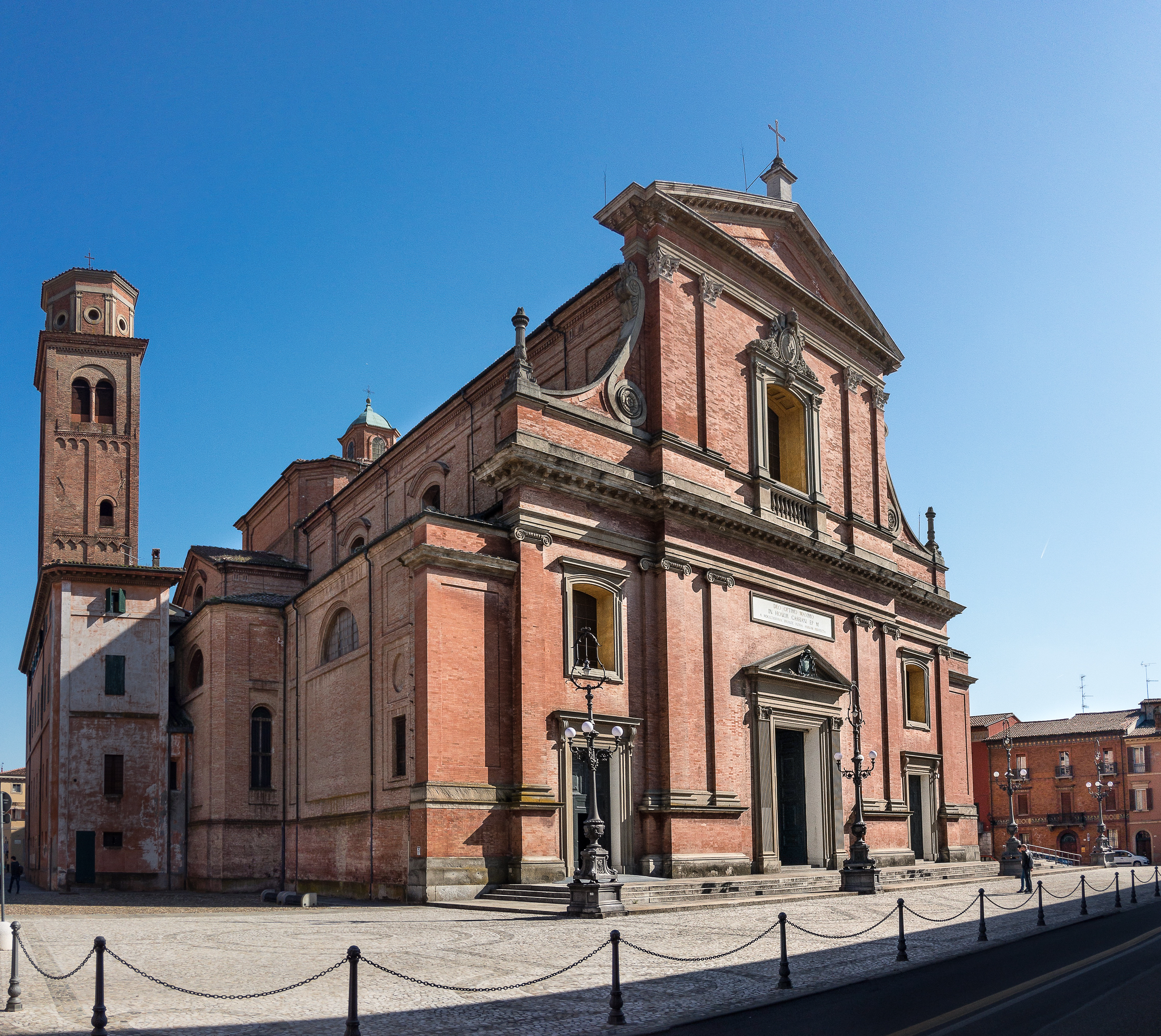
Cathédrale d'Imola.

Malgré les bouleversements que connaissait alors la France, le pape octogénaire reçoit néanmoins de nombreuses et touchantes marques de respect, de compassion et de communion dans la foi de la part des foules des villes et des campagnes françaises, tout au long de sa route, entre Briançon et Valence, méritant bien le titre traditionnel de « Père commun des fidèles ».
Celui que l'on surnommait il Papa bello, imposant et séduisant du temps des débuts de son pontificat, affable et cultivé, est désormais un vieillard que les épreuves ont brisé, presque impotent. C'est à Valence qu'il est incarcéré par le Directoire de la Révolution française, et il y meurt, épuisé de tribulations, le 29 août 1799 dans sa 82e année. Certains pensaient qu'avec la mort du pape-prisonnier s'achèverait la « Papauté » comme institution. Cependant le pape avait laissé des instructions canoniques quant à la tenue du conclave qui suivrait sa mort.
Les États pontificaux, symbole du pouvoir temporel du pape, institution qui durait depuis plus de mille ans (donation de Pépin), sont remplacés par la République romaine sous la pression des révolutionnaires français, avant d'être simplement annexés par Napoléon Ier, dont le fils portera le titre de « roi de Rome ».

## Pontificat

### Le difficile conclave de 1800

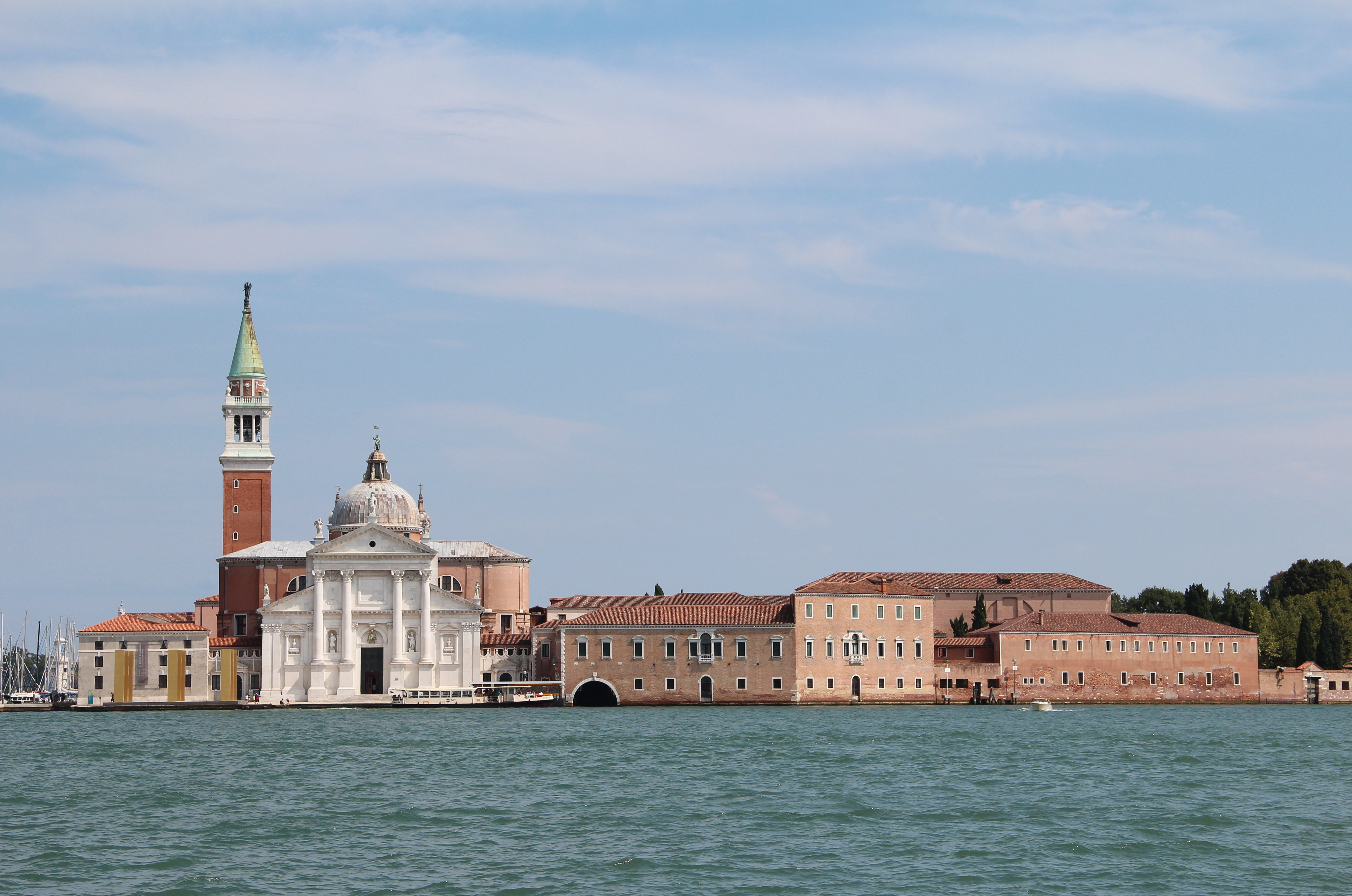
Monastère de San Giorgio Maggiore et ses bâtiments abbatiaux.

Dans cette situation où Rome était occupée par les troupes françaises et où le pape ne disposait plus de son pouvoir temporel, les cardinaux se trouvaient dans une position délicate. Ils furent obligés de tenir le conclave à Venise, alors sous contrôle autrichien, et ce fut le dernier jusqu'à nos jours à se tenir hors de Rome. Ils répondaient ainsi à deux ordonnances de Pie VI (17 janvier 1797 et 13 novembre 1798) à propos des mesures à prendre après son décès. Craignant que la papauté ne soit abolie, il y indiquait que le conclave devait être convoqué par le doyen du Collège des cardinaux et se tenir dans la ville qui comptait, au sein de sa population, le plus grand nombre de cardinaux.
C’est le monastère bénédictin de San Giorgio Maggiore (situé sur l’île de San Giorgio Maggiore) qui fut choisi. La ville de Venise, ainsi que d’autres villes du Nord de l’Italie, étant sous la domination du souverain du Saint-Empire romain germanique, l'Empereur François II accepta de couvrir les frais du conclave. Chiaramonti faillit ne pas y participer : comme il avait dépensé tous ses revenus à soulager les pauvres de son diocèse, il n'avait pas de quoi payer le voyage. Un de ses amis lui prêta mille écus.
Le conclave débuta trois mois après la mort du pape, le 30 novembre 1799. Les cardinaux ne parvinrent pas à se déterminer entre les trois candidats favoris jusqu’au mois de mars 1800. Trente-quatre cardinaux étaient présents depuis le début (le nombre le plus faible entre 1513 et nos jours). Un trente-cinquième allait bientôt se joindre à eux : Franziskus von Paula Herzan von Harras qui était aussi le représentant de l’empereur romain germanique et qui allait par deux fois utiliser son droit de veto.
Ercole Consalvi avait été choisi à l’unanimité comme secrétaire du conclave. Il allait devenir un personnage-clé pour l’élection du nouveau pape. Carlo Bellisomi était le grand favori et bénéficiait de nombreux soutiens, mais les cardinaux autrichiens lui préféraient Mattei et utilisèrent leur droit de veto. Le conclave porta alors son dévolu sur un troisième candidat possible : le cardinal Hyacinthe-Sigismond Gerdil mais il fut lui aussi victime du veto de l’Autriche.
Alors que le conclave entrait dans son troisième mois, le cardinal Maury, neutre depuis le début, suggéra le nom de Chiaramonti qui fit savoir qu’il n’était absolument pas candidat (et qui fit à nouveau appel à son ami, cette fois pour pourvoir à ses frais de nourriture et d'hébergement). C’est sur l’insistance d’Ercole Consalvi qu’il finit par accepter et qu’il fut élu le 14 mars 1800 après 104 jours de conclave et 197 jours après la mort de Pie VI (le plus long siège vacant entre 1415 et nos jours). Il prit le nom de Pie VII en hommage à son prédécesseur, surnommé le « pape martyr ». Immédiatement après son retour à Rome, il nomma Consalvi cardinal et pro-secrétaire d'État (le 11 août 1800). Pendant 23 ans, malgré tous les revers, Consalvi restera fidèle à celui qu’il avait fait élire et c’est lui qui assistera Pie VII lors de ses derniers moments, le 20 août 1823.
L’Autriche prit acte de l’élection sans aucun enthousiasme (puisque son candidat n'avait finalement pas été élu) et — acte de mauvaise humeur — refusa que le nouveau pape soit couronné dans la basilique Saint-Marc de Venise. En conséquence, le pape déclina l'invitation de l'empereur François Ier et refusa de se rendre à Vienne. Il sera couronné le 21 mars 1800 dans une petite chapelle attenante au monastère de San Giorgio. Comme les vêtements et insignes pontificaux étaient restés à Rome, ce furent des femmes nobles de Venise qui réalisèrent une tiare de papier mâché qu’elles décorèrent avec leurs propres bijoux et qui servit pour le couronnement.

### La restauration des États pontificaux

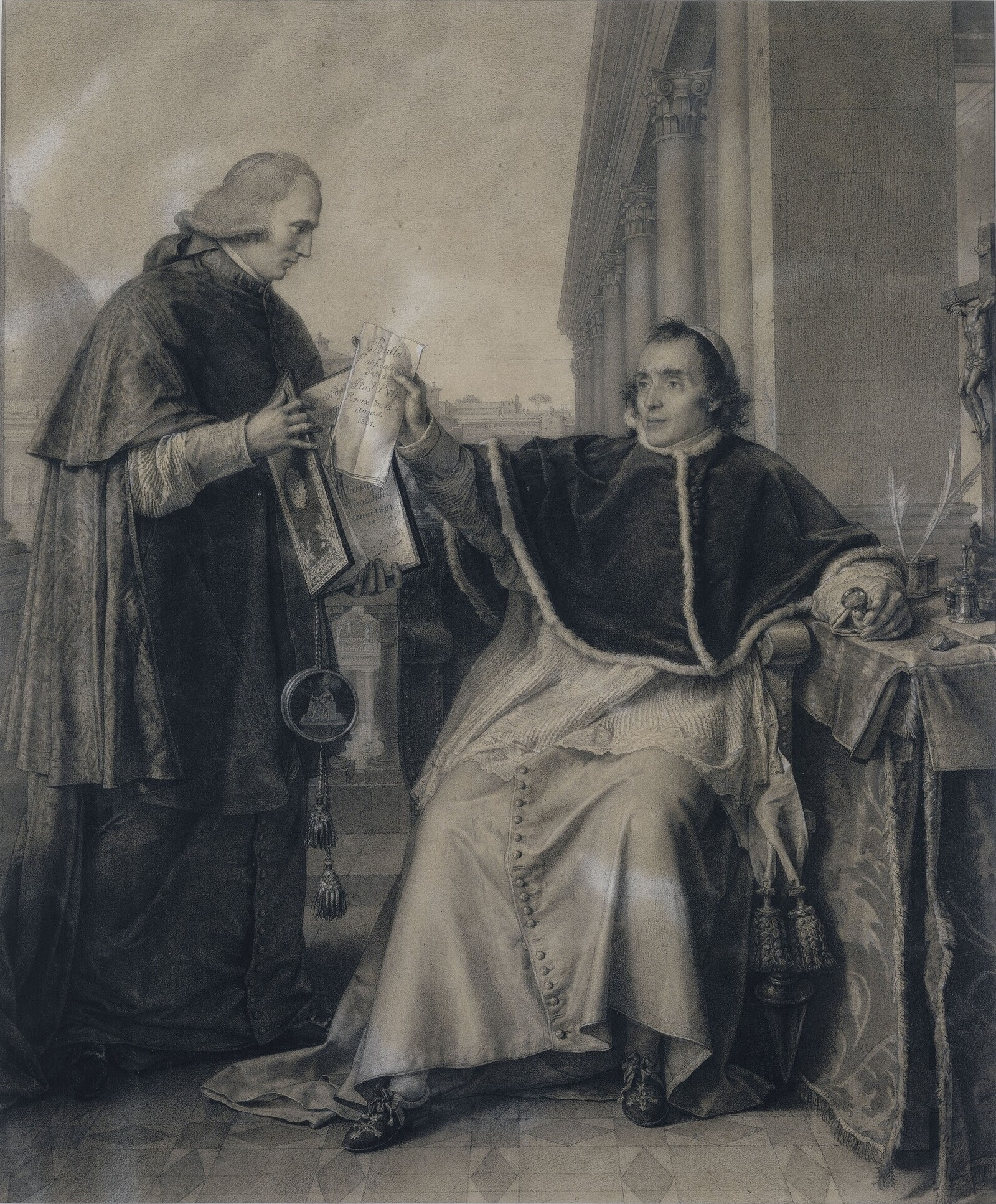
Signature du Concordat entre Pie VII et la France.

À la bataille de Marengo, le 14 juin 1800, la France arrache le Nord de l’Italie à l’Autriche. Le nouveau pape, toujours à Venise, se trouve donc soudainement sous autorité française. Ce n'est pas un inconnu pour Napoléon qui avait qualifié son discours de Noël 1797 à Imola de « jacobin ». Bonaparte décide de reconnaître le nouveau pape et de restaurer les États pontificaux dans les limites du traité de Tolentino.
Pie VII rejoint donc Rome où la population l’accueille chaleureusement le 3 juillet 1800. Craignant de nouveaux conflits, il décrète qu'à l'avenir les États pontificaux resteront neutres aussi bien vis-à-vis de l’Italie napoléonienne dans le Nord que du royaume de Naples dans le Sud.
Pie VII trouve sa capitale profondément déstabilisée par les guerres révolutionnaires. Il demande au cardinal Consalvi, son secrétaire d'État, de s'atteler à la restauration de Rome et à la modernisation des structures administratives des États pontificaux. Il s'entoure de prélats réformateurs et commence par amnistier les partisans des Français. Il forme quatre congrégations cardinalices pour examiner la réforme de l'État.
Leurs travaux sont synthétisés dans la bulle Post diuturnas du 30 octobre 1800 : les institutions de Pie VI sont remises en place mais réformées. Ainsi, des fonctionnaires laïques font leur entrée dans l'administration pontificale, en particulier à l'annone ou dans l'armée. Un bref établit la liberté du commerce pour les denrées alimentaires. Une réforme monétaire tente, en 1801, de limiter l'inflation. Elle est suivie par une réforme fiscale, qui fond 32 impôts et taxes en une taille personnelle et réelle, la dativa. Pie VII fait assécher les marais pontins pour élargir le domaine des terres cultivables et fait établir des filatures de laine et de coton pour y donner du travail aux indigents. Ces réformes se heurtent à la résistance du Sacré Collège et des évêques. Malgré la création de la garde noble, la noblesse romaine reste insatisfaite. Lorsque Consalvi doit quitter son poste en 1806 (c'est lui-même qui, persuadé d'être devenu un obstacle aux négociations avec la France, suggérera à Pie VII de le remplacer), sa politique hardie a été oubliée.
Le 15 juillet, la France reconnaît officiellement le catholicisme comme la religion de la majorité de ses citoyens (mais non comme une religion d’État). Par le concordat de 1801, l’Église reçoit un statut de liberté lié à la Constitution gallicane du clergé. Le concordat reconnaîtra aussi les États de l’Église et restituera ce qui avait été confisqué ou vendu pendant leur occupation. En vertu de l'accord de 1801 et à la demande du chef de l'État français, le souverain pontife dépose l'ensemble des évêques français, évêques qui avaient été nommés dans le cadre de la Constitution civile du clergé. C'est la fin des principes de l'Église gallicane, et la reconnaissance, implicite, de la primauté de juridiction du pape. Certains évêques et prêtres réfractaires, d'esprit gallican, refusent de se soumettre et fondent la Petite Église. En 1803, la Restauration des États pontificaux sera officialisée par le traité de Lunéville.

### Face à Napoléon (1804 - 1814)

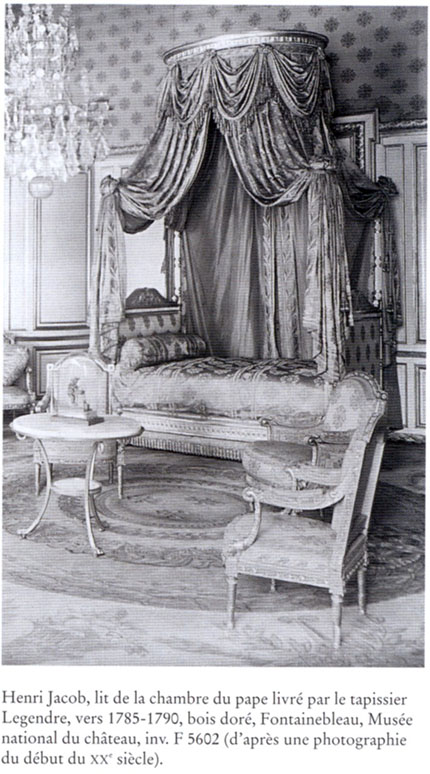
Chambre du pape Pie VII à Fontainebleau.

Le pape ratifie le concordat par une bulle du 14 août 1801, nomme cinq cardinaux français, écrit aux titulaires des évêchés français de se démettre de leur siège, envoie comme légat a latere le cardinal Giovanni Battista Caprara chargé de rétablir le culte en France, et obtient, par ordre du Premier consul, la restitution de l'ancien duché de Bénévent et de Pontecorvo.
En ratifiant, le 15 août 1801, le concordat, le pape Pie VII s’engage dans la voie d’une normalisation relative des relations entre le Saint-Siège et la Première République française. Néanmoins, la promulgation unilatérale des 77 articles organiques, le 18 avril 1802, tend à faire de l’Église de France une Église nationale, aussi peu dépendante de Rome que possible, et soumise au pouvoir civil. Ces articles stipulent notamment que « les papes ne peuvent déposer les souverains ni délier leurs sujets de leur obligation de fidélité, que les décisions des conciles œcuméniques priment sur les décisions pontificales, que le pape doit respecter les pratiques nationales, qu’il ne dispose enfin d’aucune infaillibilité ». Ainsi le gallicanisme est-il en partie restauré mais le Saint-Père ne peut accepter la subordination de l’Église de France à l’État. Le ministre des Cultes doit donner son accord à la publication des bulles et des conciles. La réunion des synodes diocésains et la création de séminaires sont également soumises à son aval. Enfin le clergé devient un corps de fonctionnaires, les prêtres des desservants de leur paroisse salariés par l’État.

Le couronnement impérial : Le pape eut toujours l'air d'une victime résignée, mais résignée noblement écrira Madame de Rémusat.

C'est pour tenter d’obtenir l’abrogation des articles organiques que Pie VII accepte, contre l'avis de sa Curie romaine, de venir sacrer Napoléon Bonaparte empereur des Français à Notre-Dame de Paris le 2 décembre 1804, mais il rentre à Rome, le 16 mai 1805, sans avoir obtenu gain de cause. Ces « articles organiques » ne furent jamais acceptés par l'Église catholique.
Déjà tendues à la suite de l'affaire des « articles organiques », les relations entre l’Église et le Premier Empire se détériorent encore lorsque le pape refuse de prononcer l'annulation de mariage entre Jérôme Bonaparte et Elizabeth Patterson en 1805. L’Empereur reprend sa politique expansionniste, prend le contrôle d’Ancône, de Pontecorvo, de Bénévent et de Naples après la bataille d'Austerlitz, faisant de son frère Joseph Bonaparte le nouveau roi de Naples.

#### Enlèvement et détention: Savone, puis Fontainebleau (1809 - 1814)
L'hostilité monte d'un cran entre l'empereur et le pape. L’Empereur veut inclure les États pontificaux dans son alliance continentale dirigée contre l’Angleterre : « Votre Sainteté est souveraine de Rome, mais j’en suis l’Empereur ; tous mes ennemis doivent être les siens », écrit-il au pape le 13 février 1806. Mais le Souverain pontife refuse d’adhérer au blocus continental, considérant que sa charge de pasteur universel lui impose la neutralité. La répression impériale ne se fait pas attendre et va crescendo : les États de l’Église sont bientôt réduits au patrimoine de saint Pierre (1806–1808). Pie VII est forcé de démettre le cardinal Ercole Consalvi de ses fonctions de secrétaire d’État, Rome est occupée militairement (2 février 1808) ; les États pontificaux sont annexés à l’Empire (17 mai 1809) ; Pie VII répond, le 10 juin 1809, par une bulle d’excommunication Quum memoranda où il fustige les « voleurs du patrimoine de Pierre, usurpateurs, fauteurs, conseillants, exécutants », ce qui lui attire de nouvelles rigueurs.
Dans la nuit du 5 au 6 juillet, le général Étienne Radet, aidé d’un millier d’hommes, gendarmes, conscrits ou soldats de la garde civique de Rome, fait appliquer des échelles au palais du Quirinal, où le pape se tenait enfermé. Les fenêtres et les portes intérieures ayant été forcées, il arrive, suivi de ses hommes jusqu’à la pièce qui précède immédiatement la chambre à coucher du pape. Celle-ci lui est ouverte par ordre du pape, qui s’était levé au bruit et revêtu à la hâte de ses habits de ville.
Il soupait : deux plats de poisson composaient tout le service. Après l’avoir écouté, le pape ne lui répond que par ces mots : « Monsieur, un souverain qui n’a besoin pour vivre que d’un écu par jour n’est pas un homme qu’on intimide aisément. » Radet, la tête découverte, réitère très humblement sa demande pour que le souverain pontife se joigne à Napoléon, et le pape lui rétorque impassiblement : « Non possumus, non debemus, non volumus » (« Nous ne pouvons pas, Nous ne devons pas, Nous ne voulons pas »).

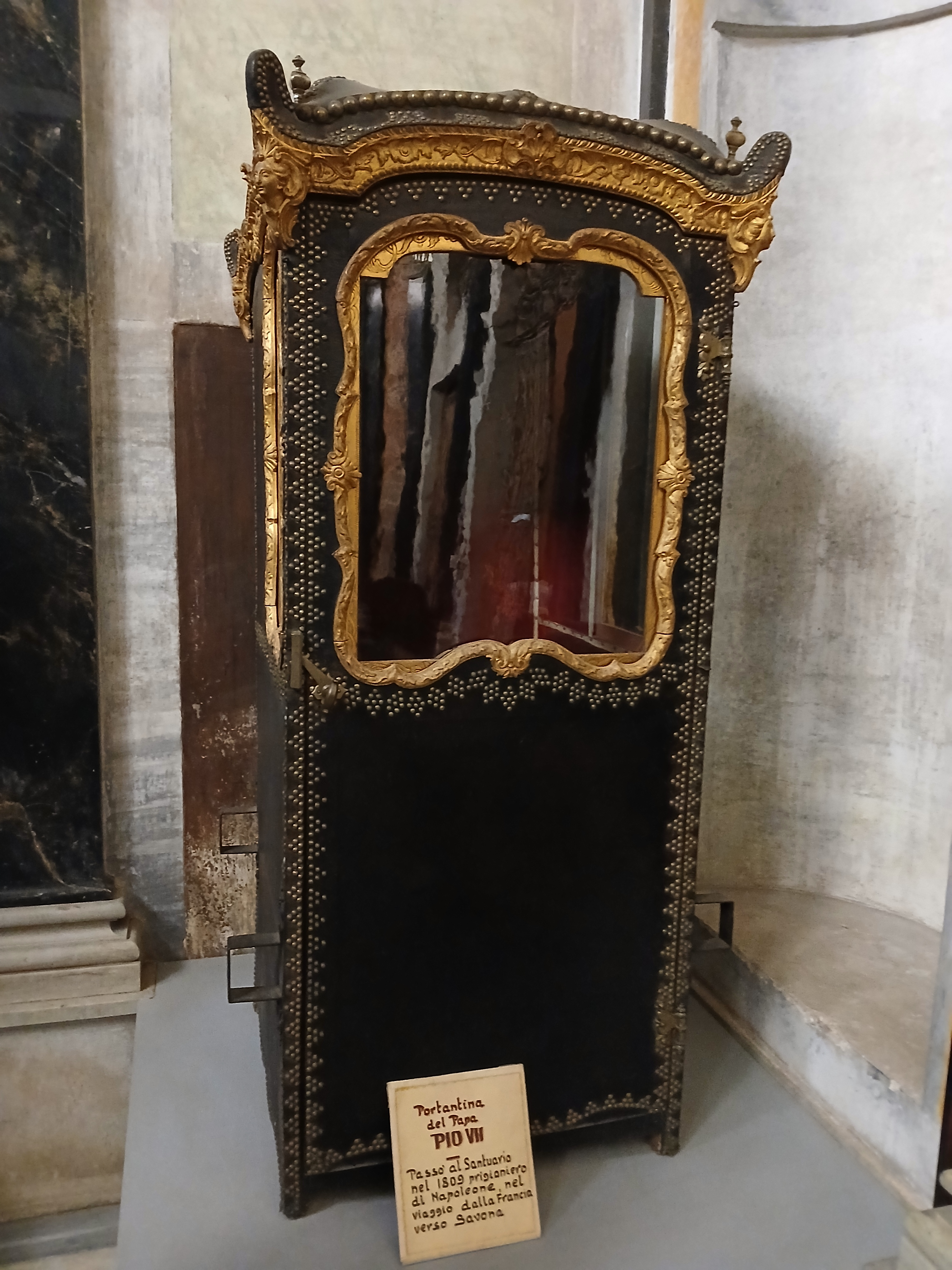
Chaise à porteurs de Pie VII pour son trajet à Savone, conservée au sanctuaire de Vicoforte.

Sur son refus formel de renoncer à la souveraineté temporelle des États de l’Église, le général Radet enlève le pape du palais du Quirinal, en lui donnant le bras, ainsi que le cardinal Bartolomeo Pacca, secrétaire d'État. Devant la force, le Pape quitte tranquillement le palais, entouré d'une multitude de soldats lui présentant les armes. On le fait monter dans un carrosse escorté par des gendarmes et on le conduit, prisonnier, à la chartreuse de Florence, puis à Alexandrie et à Grenoble. Amené ensuite à Savone, le pape y sera gardé à vue, comme un véritable prisonnier d’État jusqu’en juin 1812. Son « geôlier », Antoine Brignole-Sale, préfet de Montenotte, aristocrate génois d'une grande famille, à laquelle le souverain pontife marquera beaucoup d'attention, s'acquitte de sa tâche en obtenant tant les éloges de l'empereur que l'amitié du pape, qui le surnomme alors « mon bon geôlier ». Pie VII lui rendra visite après la fin de l'épopée napoléonienne dans sa somptueuse villa Brignole-Sale de Voltri. Ne voulant pas devenir un simple « haut fonctionnaire de l’État français », le pape refuse de toucher les 2 millions de revenus que lui assure le décret par lequel Rome était annexée à l’Empire, proteste de nouveau contre le coup  de force de Napoléon et refusera constamment de donner l’institution canonique aux évêques nommés par l'empereur, ce qui va compliquer  toute la politique religieuse impériale. À Savone, il ordonnera la destruction de son anneau du Pêcheur, afin qu'aucun usurpateur du pouvoir apostolique ne s'en serve de manière sacrilège. Et effectivement, Napoléon exigera bientôt cet anneau pontifical, qu'on lui fera parvenir cisaillé et brisé en deux. Ce sera l'unique occasion, en 2 000 ans, où l'anneau du Pêcheur aura été détruit du vivant du pape régnant.
Sur ces entrefaites, Napoléon, ayant appelé à Paris treize cardinaux pour assister à son mariage avec Marie-Louise d'Autriche et ayant essuyé un refus, il signe l’ordre de leur exil et leur assigne des résidences séparées. Profondément irrité de ne rien obtenir du pape pour les affaires ecclésiastiques, il se résout à se passer de lui en convoquant à Paris un concile national (1811), interdit à Pie VII de communiquer avec les évêques de l’Empire, le menace d’une déposition et lui envoie à Savone, pour lui arracher une adhésion aux actes de ce concile, une députation d’évêques, qu’il reçoit avec une grande sévérité et qui ne peut rien obtenir de lui.
En 1812, avant de partir pour sa funeste campagne de Russie, Napoléon fait transférer secrètement Pie VII à Fontainebleau. Le 12 juin 1812 le docteur Balthazard Claraz sauve la vie du pape Pie VII, alors que, malade et épuisé, il venait de recevoir l'extrême-onction à l'hospice du col du Mont-Cenis lors de son transfert de Savone à Fontainebleau.
Le 20 juin 1812, le pape Pie VII arrive au château de Fontainebleau. Le docteur Claraz assistera le Saint-Père pendant les deux premiers mois de sa captivité, en tant que médecin chirurgien. Le souverain pontife y restera enfermé pendant les dix-neuf mois qu'y durera sa déportation. Du 20 juin 1812 au 23 janvier 1814, le Saint-Père n'est jamais sorti de son appartement. Pendant ces longs mois, Pie VII appelle Napoléon « mon cher fils », et il ajoute : « un fils un peu têtu, mais un fils quand même », ce qui déconcerte totalement l'Empereur.

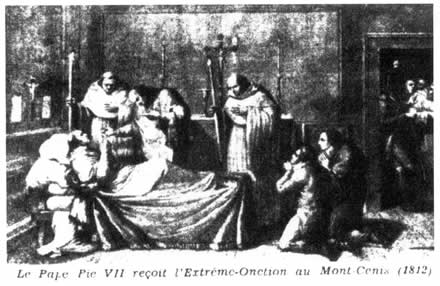
Le pape Pie VII recevant l'extrême-onction au Mont-Cenis.

Vaincu par l’opiniâtreté de Napoléon et par l’obsession de certains cardinaux, le malheureux pontife consent, contre sa volonté, à signer, le 25 janvier 1813, le « concordat de Fontainebleau » (1813), par lequel il abdique sa souveraineté temporelle, une partie de son autorité spirituelle, et consent à venir résider en France (Napoléon avait prévu d'installer la résidence du pape dans l'île de la Cité, à Paris). Toutefois, soutenu par les cardinaux Consalvi et Pacca, Pie VII se ressaisit très vite, dans les affres de sa conscience tourmentée, et rétracte formellement et solennellement peu de temps après, le 24 mars 1813, sa signature sur ce « concordat », qu'il avait donnée sous la contrainte psychologique. Le pape, qui retrouve aussitôt sa tranquillité de conscience, est immédiatement traité, de nouveau, en prisonnier d’État. Napoléon entreprend alors des contacts directs avec son prisonnier, alternant les flatteries et les menaces les plus odieuses (il  se laisse même aller une fois, pris de colère, jusqu'à secouer l'impassible pontife en saisissant les boutons de sa soutane blanche). Pour toute réponse, le pontife, toujours très observateur, qui discernait désormais parfaitement le jeu de son adversaire, qu'il savait de plus en plus aux abois du faits des événements militaires européens, se contentait de murmurer seulement cette phrase qui allait devenir mythique : « Commediante… Tragediante… » (« Comédien… Tragédien… »).

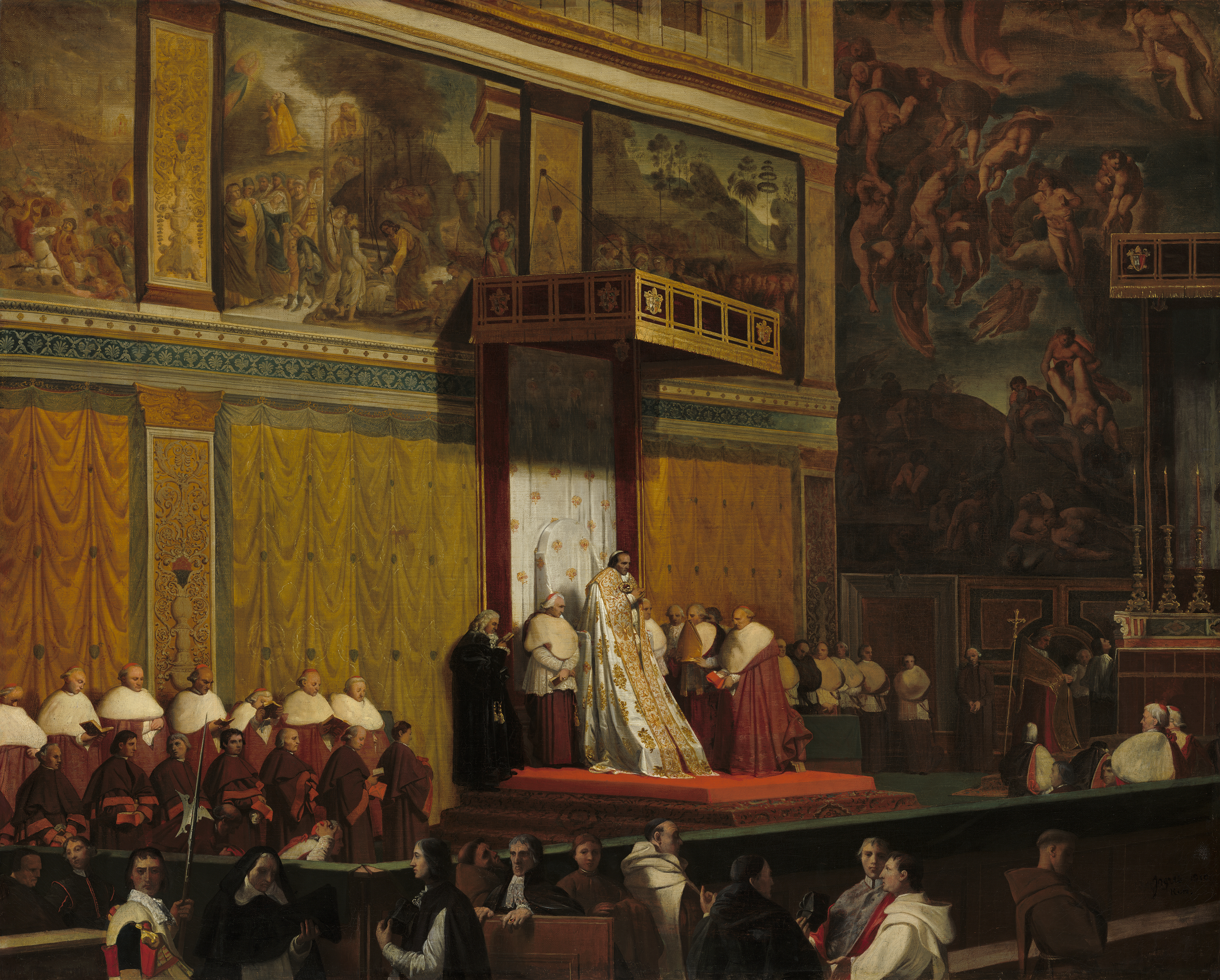
Le Pape Pie VII dans la chapelle Sixtine
Ingres, 1814
Washington, National Gallery of Art.

### Retour triomphal à Rome (1814)
Le 19 janvier 1814, Napoléon, forcé par sa situation politique de plus en plus difficile en Europe, restitue ses États au pape. Le 23 janvier, Pie VII quitte le château de Fontainebleau, et les cardinaux libérés, pour certains, ou d'autres encore exilés dans diverses villes françaises jusqu'à la chute de l'empire. Pie VII traverse la France, où de toutes parts les foules des villes et des campagnes accourent et se mettent à genoux au bord de son chemin. Après un bref séjour libre à Savone, après avoir fait étape à Nice, puis à Bologne, il rentre triomphalement à Rome le 24 mai 1814, où les jeunes Romains détèlent les chevaux de sa voiture et le portent avec sa voiture sur leurs épaules jusqu'à la basilique Saint-Pierre. Pie VII s’empresse de rétablir le fidèle cardinal Consalvi dans ses fonctions de secrétaire d’État qu’il avait dû abandonner en 1806 sous la pression de Napoléon. Libre de ses actions, il rétablit très vite la Compagnie de Jésus (31 juillet 1814). Son attitude de grande dignité et de résistance pacifique et déterminée face au plus puissant monarque d'Europe lui gagne un prestige immense auprès des nations de toute l'Europe, y compris chez les protestants et les orthodoxes russes. C'est cette attitude que glorifie Ingres dans son tableau Le Pape Pie VII dans la chapelle Sixtine, conservé à Washington.
Cependant, il lui faudra encore une fois quitter la ville, pour se réfugier à Viterbe puis à Gênes, lorsque Murat, roi de Naples, envahira les États pontificaux pendant la campagne des Cent-Jours. Pie VII retournera définitivement dans son palais du Quirinal le 22 juin 1815. Il est le dernier Pape, avant Jean-Paul II, à fouler le sol français.
Après la défaite de Napoléon, les États pontificaux récupèrent les œuvres que leur avait volées la France. Pie VII prend alors l'initiative de créer à leur retour les musées étrusque, égyptien et Chiaramonti, qui font partie des musées du Vatican.

### Le décret de restauration de l'ordre des Jésuites

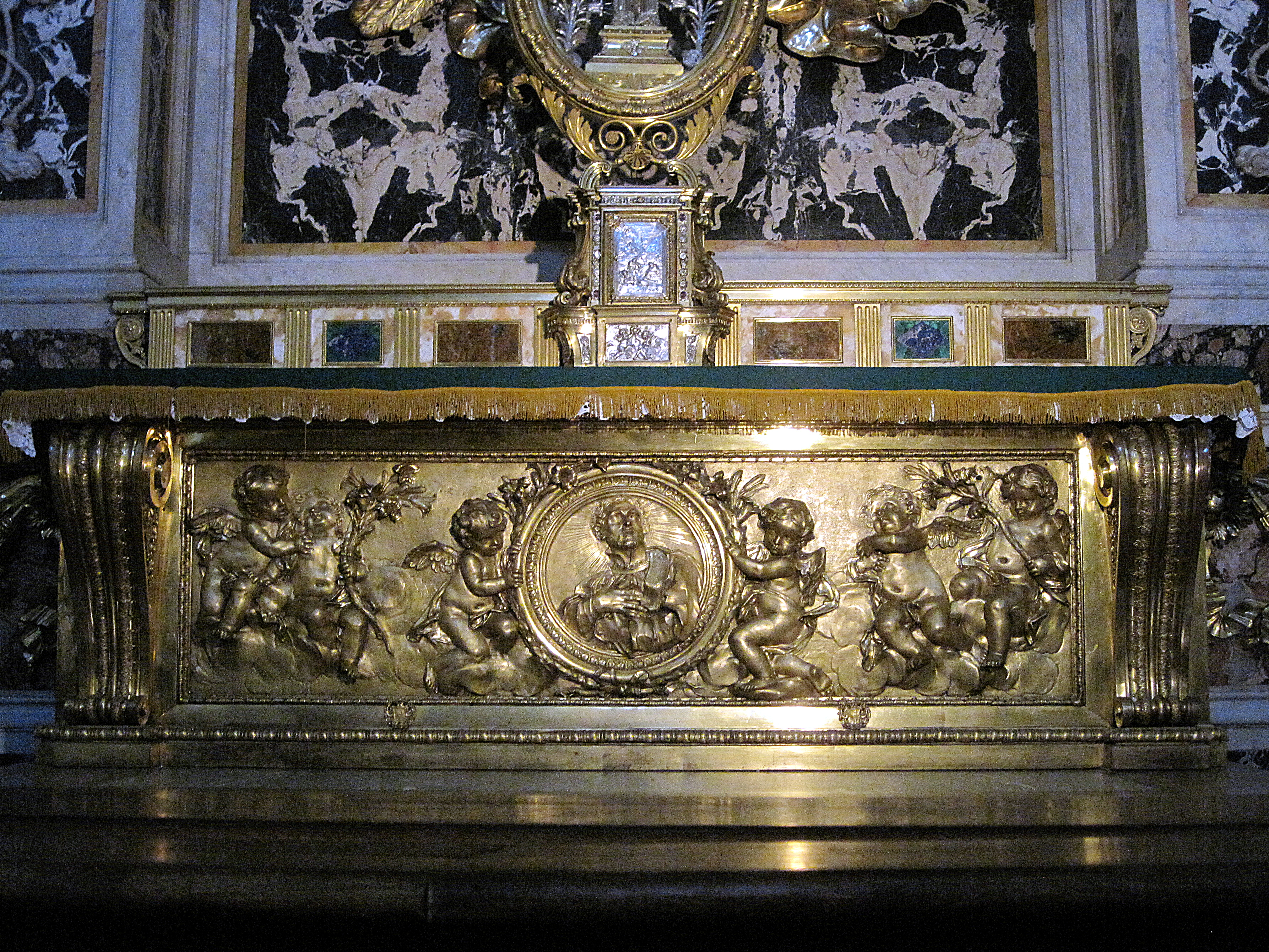
Le tombeau de saint Ignace au Gesù, à Rome.

En 1773, la Compagnie de Jésus avait été supprimée par le pape Clément XIV par le bref Dominus ac Redemptor du 21 juillet 1773, promulgué le 16 août.
La décision du pape fut mise à exécution dans les pays traditionnellement catholiques, mais dans d'autres, essentiellement la Prusse et la Russie, le bref ne fut pas promulgué, les souverains s'y opposant, moins par souci religieux que par souhait de ne pas se priver de l'éducation moderne que donnent les jésuites dans les collèges situés sur leur territoire. Au début du XIXe siècle la situation politique en Europe a entièrement changé. De nombreuses requêtes sont parvenues au pape Pie VI, puis à Pie VII, demandant le rétablissement de la Compagnie de Jésus.
Le 7 mars 1801 — peu après son élection — le pape Pie VII publia le bref Catholicæ fidei, approuvant l'existence de la Compagnie de Jésus en Russie et nommant celui qui était le « vicaire temporaire », Franciszek Kareu, « supérieur général de la Compagnie de Jésus » en Russie. Ce fut la première étape vers la restauration de l'ordre religieux.
Treize ans plus tard, finalement libre de ses mouvements et décisions, Pie VII signe la bulle Sollicitudo omnium ecclesiarum restaurant universellement la Compagnie de Jésus (31 juillet 1814).
Signée le jour de la fête de Saint-Ignace, la bulle est promulguée le 7 août 1814. Pour cette occasion Pie VII célébra la messe à l'autel de Saint-Ignace dans l'église du Gesù à Rome, se trouvant au-dessus du tombeau du saint fondateur des Jésuites. Par la suite il fit lire la bulle qui rétablissait l'ordre dans le monde entier et embrasse personnellement une centaine d'ex-jésuites, survivants de l'ancienne Compagnie. En même temps, il confirme Tadeusz Brzozowski, supérieur en Russie, comme « supérieur général de la Compagnie de Jésus ».

### Condamnation de l'esclavage

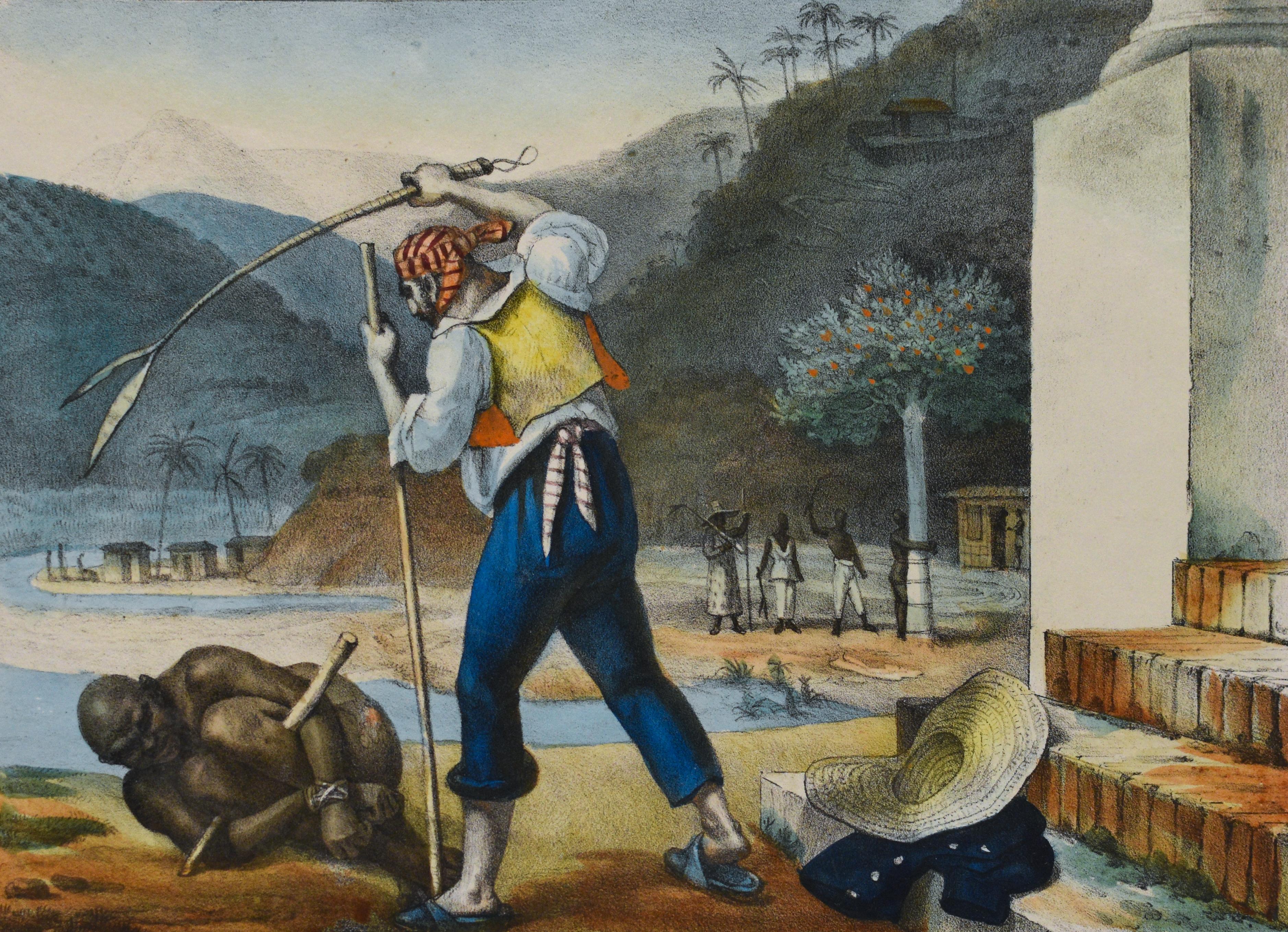
Esclavage au Brésil, par Jean-Baptiste Debret (1768-1848).

Rentré à Rome en 1814 le pape, avec l'aide du cardinal Consalvi, renouent des relations diplomatiques avec l'ensemble des nations européennes. Il entretient une correspondance suivie avec les chefs d'État européens. Une de ses préoccupations est l'abolition de l'esclavage. Lui qui a vécu cinq années de privation de liberté et d'humiliations diverses est devenu particulièrement sensible à cette question.
Dans une lettre du 20 septembre 1814 au roi de France, il écrit : « Pour bien se situer dans le sens des obligations morales, la conscience religieuse nous y pousse ; c'est elle en effet qui condamne et réprouve ce commerce ignoble par lequel les Noirs, non comme des hommes, mais simplement comme des choses vivantes, sont pris, achetés, vendus et pressurés jusqu'à la mort par des travaux très durs pour une vie déjà misérable. »
Dans la même lettre, il interdit « à tous les ecclésiastiques ou laïques d'oser soutenir comme permis ce commerce des Noirs, sous quelque prétexte ou couleur que ce soit. »
Il est invité au congrès de Vienne, en février 1815, où il se fait représenter par le cardinal Consalvi, qui contribue à obtenir que toutes les puissances s'engagent à réunir leurs efforts pour obtenir « l'abolition entière et définitive d'un commerce aussi odieux et hautement réprouvé par les lois de la religion et les lois de la nature. »
Il écrit plusieurs fois des lettres à ce sujet aux rois d'Espagne, du Portugal et du Brésil, sans guère être écouté. Ainsi, en 1823, il écrit au roi du Portugal : « Le pape regrette que ce commerce des Noirs, qu'il croyait avoir cessé, soit encore exercé dans certaines régions et même de façon plus cruelle. Il implore et supplie le roi du Portugal qu'il mette en œuvre toute son autorité et sa sagesse pour extirper cette honte impie et abominable. » Ses successeurs immédiats seront moins actifs dans ce domaine ; il faudra attendre 1839 et Grégoire XVI pour qu'une condamnation aussi ferme du commerce des Noirs soit de nouveau prononcée.

### Rapports avec les Juifs
Après son entrée dans les États pontificaux, Napoléon avait, en 1797, aboli les ghettos d'Italie, supprimé le port du chapeau distinctif jaune ou du brassard frappé de l'étoile de David que devaient porter les Juifs, leur avait donné les droits de circuler et d'habiter où ils le souhaitaient afin de les mener à une égalité citoyenne. Mais dès son rétablissement au pouvoir en 1814, Pie VII, persuadé qu'il s'agissait d'un moyen de conversion, s'empressa de rétablir les ghettos et les discriminations, d'imposer le port du brassard étoilé pour les Juifs, et alla en ce sens plus loin que ne l'avait fait la Sainte-Alliance au Congrès de Vienne.

### Actes pontificaux des dernières années (1814 - 1823)
Dès la chute de Napoléon le pape renoue des relations diplomatiques avec tous les souverains d'Europe et enseigne personnellement le pardon. Comme l’écrit l’historien Marc Nadaux :
« Différents souverains rendent bientôt visite au pape de Rome : l’empereur d’Autriche en 1819, le roi de Naples en 1821, le roi de Prusse en 1822. Ceci confère à Pie VII le statut d’interlocuteur auprès des puissances européennes de la restauration. Le souverain pontife dans sa grande mansuétude accorde même l’hospitalité à la famille Bonaparte, à « Madame Mère », mère de l’Empereur en exil, à ses frères Lucien et Louis ainsi qu’à son oncle, le cardinal Fesch. Il intervient d’ailleurs auprès des autorités anglaises afin que les conditions de captivité de Napoléon soient plus clémentes. Pie VII lui envoie bientôt un aumônier, l’abbé Vignali. »

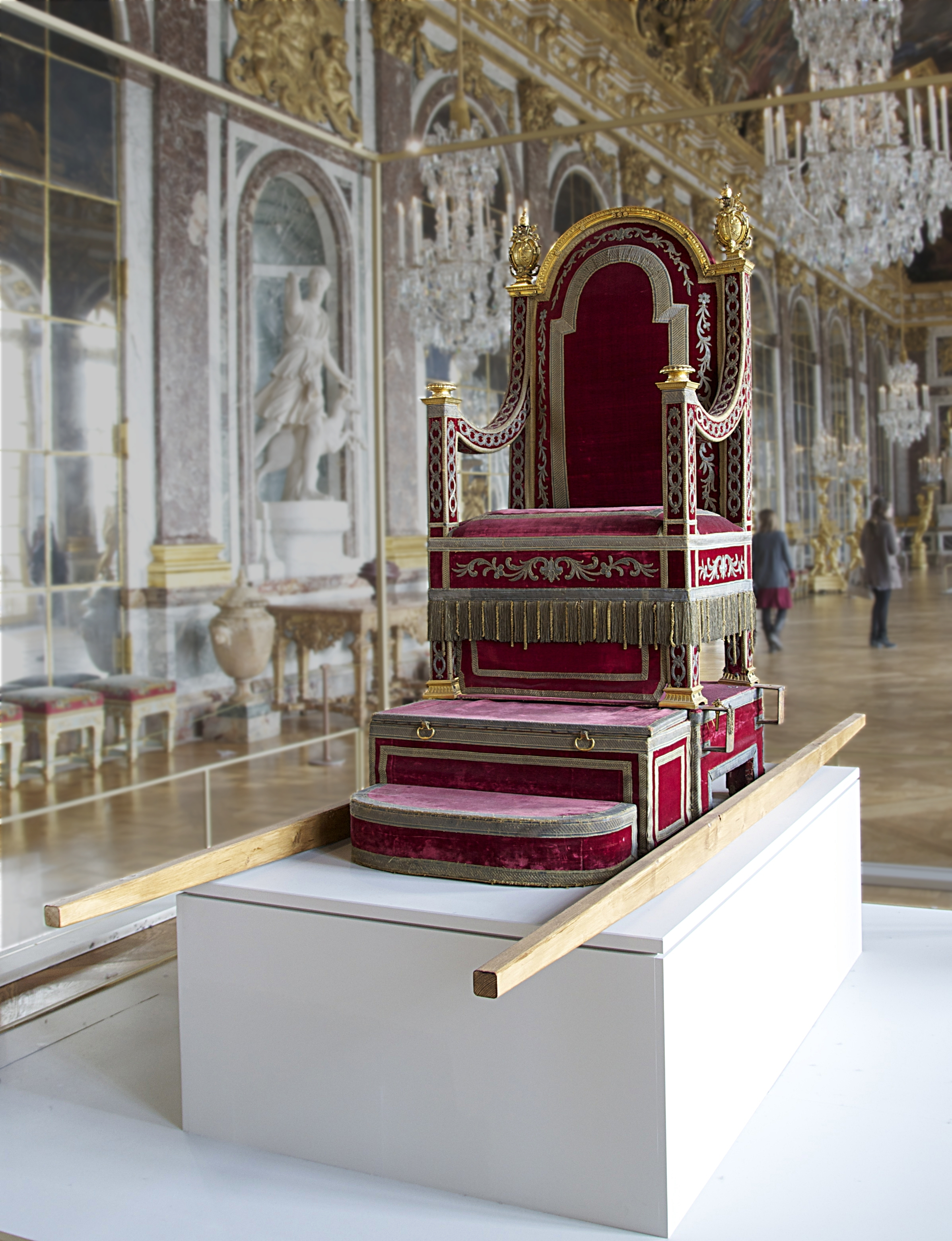
La sedia gestatoria du pape Pie VII - Exposition temporaire (2011) au château de Versailles.

La dernière phrase de sa lettre au gouvernement anglais dont il sollicite la clémence mérite d'être citée : « Il ne peut plus être un danger pour personne. Nous ne voudrions pas qu'il devienne une source de remords ».
Le 6 octobre 1822, la bulle pontificale Paternae Caritatis restaure 30 diocèses en France. C'est après de longues tractations avec le gouvernement de Louis XVIII que Pie VII accepte de restaurer 30 des diocèses supprimés lors de la Constitution civile du clergé pendant la Révolution française.
En ce qui concerne la politique intérieure des États pontificaux, de son retour à Rome (1814) à 1823, Pie VII reste fidèle aux réformes libérales d'inspiration française qu'il avait lancées dans les années 1800 à 1809. Il abolit les privilèges de la noblesse dans les cités pontificales, promulgue un nouveau code civil et pénal, réorganise l'éducation et assainit les finances.
Parallèlement, il conclut des concordats avec la France, la Bavière et la Sardaigne (1817), la Prusse (1821), le Hanovre (1823).

#### Action théologique et doctrinale

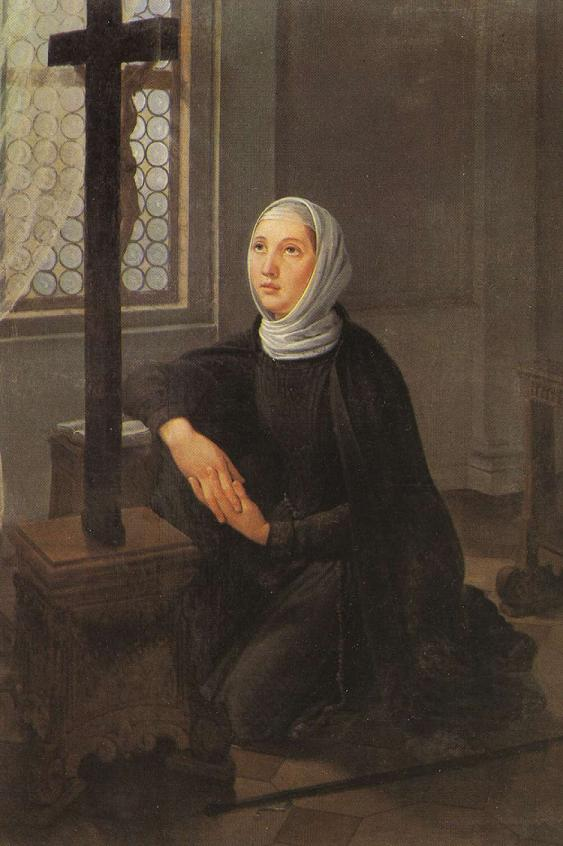
Sainte Angèle Mérici. Peintre anonyme du XVIIe siècle.

Très occupé par les questions politiques d'une époque agitée, Pie VII n'a pas été très actif dans le domaine doctrinal. Il est pour ainsi dire peu déterminant du point de vue théologique dans l'Histoire de l'Église bien qu'il soit le premier Pape à ratifier, implicitement, une forme de séparation entre l'Église et l'État, ce qui constitue une rupture politico-religieuse majeure dans l'histoire du catholicisme dans sa phase post-constantinienne, phase majeure allant du IVe siècle jusqu'à nos jours.
Le 15 mai 1800, juste après son élection, il envoie une lettre encyclique aux fidèles catholiques du monde entier, Diu Satis, qui en appelle à un retour aux valeurs vivantes de l'Évangile.
Dans le domaine liturgique, Pie VII accorde en 1801 une indulgence apostolique aux louanges en réparation des blasphèmes, récitées par les catholiques lors de la bénédiction du Saint-Sacrement. En 1814, la fête de Notre-Dame des Douleurs (15 septembre), a été universalisée. De plus il institue une fête solennelle en l'honneur de la « Vierge secourable » sous le titre de Notre-Dame Auxiliatrice, qu'il fixe à perpétuité au 24 mai, jour anniversaire de son heureux retour dans la ville de Rome. Pie VII béatifie François De Geronimo en 1806, un autre geste en faveur des Jésuites, et canonise Angèle Mérici (1807) et François Caracciolo (1807). Une nouvelle béatification en 1821: celle de Peregrino de Falerone.
Dans son encyclique Ecclesiam a Jesu Christo (en) (13 septembre 1821) il condamne la franc-maçonnerie ainsi que le mouvement du carbonarisme, une société secrète aux revendications libérales.
Il réorganise la Congrégation pour la propagation de la foi qui allait jouer aux XIXe et XXe siècles un rôle crucial dans l'effort missionnaire de l'Église.
En 1822, il ordonne au Saint-Office d'accorder son imprimatur aux œuvres du chanoine Settele où les théories de Copernic sont présentées comme un acquis de la physique et non plus comme une hypothèse.

#### La question de l'épiclèse eucharistique dans l'Église melkite
Toutefois, doctrinalement parlant, il faut rappeler une très vigoureuse intervention du pape Pie VII concernant l'épiclèse eucharistique, telle qu'elle était définie et pratiquée dans l'Église melkite-catholique d'Antioche. Ce pape, si doux et paisible de tempérament, veillait en toutes circonstances, avec un regard d'aigle, sur l'intégrité du dogme catholique, malgré tous les soucis et toutes les tempêtes politiques qu'il avait à affronter sur le front extérieur à l'Église.
Dans un bref apostolique, intitulé Adorabile Eucharistiae, du 8 mai 1822, le pape  n'hésite pas à rappeler à l'ordre le patriarche et les évêques de l'Église melkite-catholique, et il sera immédiatement  obéi, sur une dérive doctrinale qui s'était peu à peu insidieusement introduite dans leur Divine Liturgie, notamment dans  la prière eucharistique, où il était considéré que c'est l'épiclèse eucharistique seule qui opère vraiment le mystère de la Transsubstantiation (les espèces du pain et du vin devenant réellement le Corps et le Sang de Jésus-Christ, alors que, selon la stricte doctrine catholique, la Transsubstantiation est opérée par les seules paroles du Christ, redites, durant la Consécration, par le prêtre officiant in persona Christi, à  savoir : (Prenez et mangez, ceci est mon corps ... Prenez et buvez-en tous, ceci est mon sang versé pour la multitude ...). Le pape y voit un glissement insidieux vers une doctrine considérée comme schismatique en vigueur dans les Églises appelées orthodoxes, séparées de Rome.
Dans le Bref apostolique du 8 mai 1822, Pie VII écrit ainsi à toute l'Église melkite-catholique d'Antioche :
 ... Une grande cause de douleur et de crainte a été occasionnée par ceux qui répandent cette opinion nouvelle, soutenue par les schismatiques, qui enseigne que la forme par laquelle ce Sacrement vivifiant est accompli, ne consiste pas dans les seules paroles de Jésus Christ qu'utilisent les prêtres, aussi bien latins que grecs lors de la Consécration, mais que, pour que la Consécration soit parfaite et consommée, il est nécessaire que soit ajoutée cette formule de prière, qui chez nous précède les paroles mentionnées mais qui dans votre liturgie les suit... (...) En vertu de la sainte obéissance, Nous prescrivons, et Nous ordonnons, qu'ils n'aient plus l'audace désormais de soutenir cette opinion qui dit que, pour cette admirable conversion de toute la substance du pain en la substance du Corps du Christ et de toute la substance du vin en la substance de son Sang, il est nécessaire, outre les paroles du Christ, que soit récitée aussi cette formule de prière ecclésiastique que nous avons déjà mentionnée.
Pie VII établit plusieurs diocèses dans une nouvelle nation : les États-Unis. À la suite du diocèse de Baltimore, tout premier diocèse catholique aux États-Unis, érigé en 1795 par Pie VI, sont créés (en 1808) les diocèses de Boston, New York, Philadelphie et Bardstown (en). Pie VII y ajoute encore, en 1821, les diocèses de Charleston et Richmond et en 1821 celui de Cincinnati.
Il rétablit sa résidence au palais du Quirinal, résidence alors civile des papes (par opposition à celle du palais du Vatican, où il séjourne également, ce que feront tous ses successeurs jusqu'à Pie IX en 1870.

#### Vaste action culturelle et pédagogique

Le Colisée.

Homme très cultivé, Pie VII s’est distingué par son souci permanent d’embellir Rome et de sauvegarder son passé.
En 1802, il autorise les fouilles archéologiques du port d’Ostie. Ce qui met au jour un ensemble de ruines remarquables : voie d'accès bordée de tombeaux, rues, thermopolium, magasins, thermes, palestre, caserne des vigiles, théâtre, forum, basilique, curie, marchés, sanctuaires, temple capitolin. Il fait aussi entreprendre des fouilles autour du lac Trajan.
À Rome, en 1807, il fait entreprendre de grands travaux de soutènement, de construction de murs de briques et d’arcs-boutants pour sauver le Colisée qui menace la ruine. Il fait aménager les abords de l’arc de Constantin et construire la fontaine de Monte-Cavallo. La place du Peuple (Piazza del Popolo) est réaménagée et l’obélisque du mont Pincius est érigée.
Sous le règne de Pie VII, Rome devient le lieu de rendez-vous d’artistes majeurs dont il soutient la création artistique. Il faut citer le vénitien Canova, le Danois Bertel Thorvaldsen (belle ouverture d’esprit puisqu'il était protestant), l’autrichien Führich et les Allemands Overbeck, Pforr, Schadow[Lequel ?] et Cornelius.
Pie VII enrichit la Bibliothèque vaticane de nombreux manuscrits et volumes imprimés. Les collèges anglais, écossais et allemand sont rouverts et de nouvelles chaires sont créées à l'Université grégorienne.
Il a aussi fait construire de nouvelles salles au musée du Vatican et fait bâtir la partie qu’on nomme « Braccio Nuovo », inaugurée en 1822 et qui est plus tard nommée « musée Chiaramonti » en l’honneur de son instigateur. Ce musée abrite des statues romaines et des copies de statues grecques antiques ; le sol est couvert de mosaïques.
C'est également Pie VII qui fait adopter le drapeau jaune et blanc qui est encore aujourd'hui celui du Saint-Siège.

## Mort, enterrement et vénération

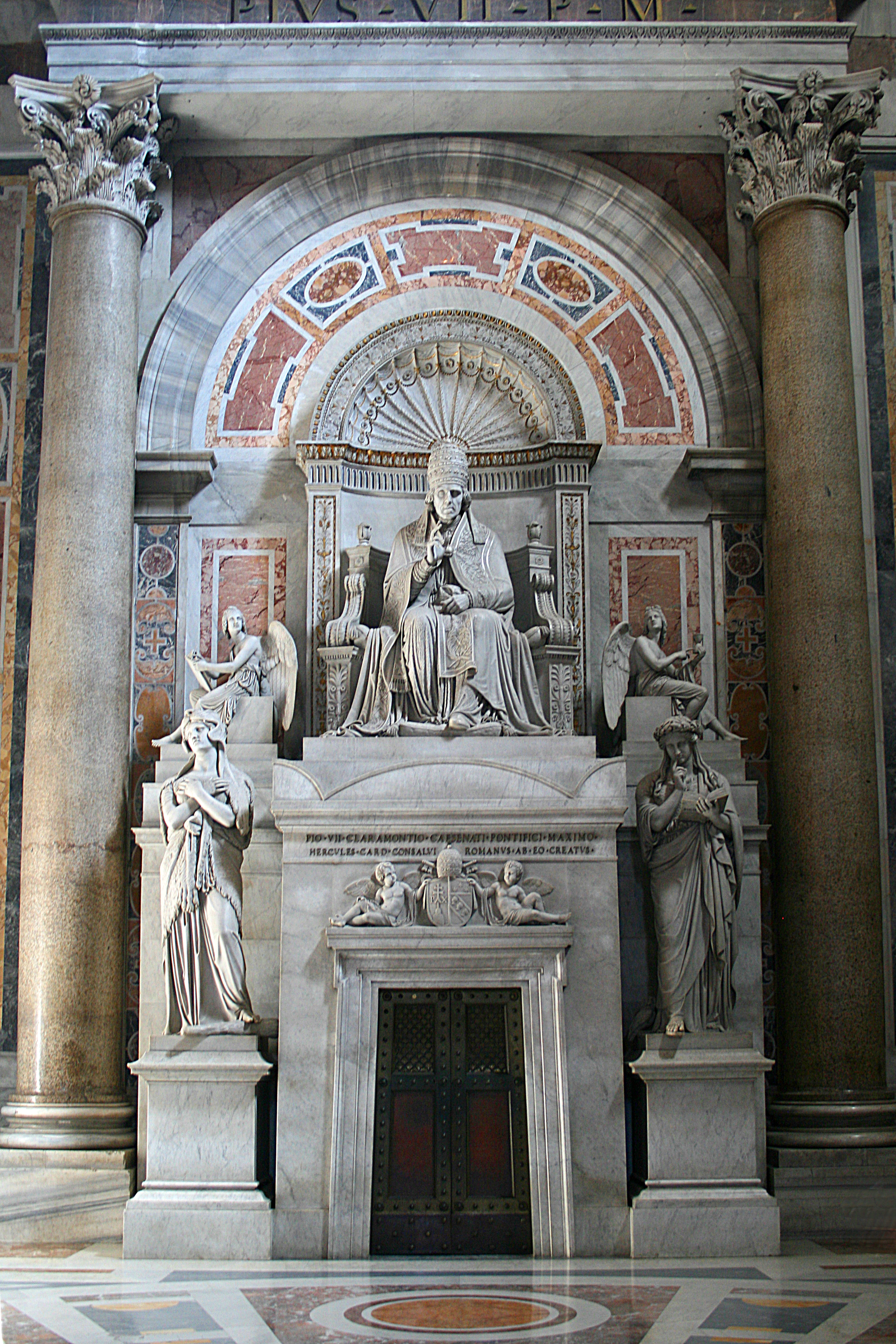
Tombeau de Pie VII par Thorvaldsen. Chapelle Clémentine de la basilique Saint-Pierre.

Affaibli par le grand âge, Pie VII se déplaçait de plus en plus difficilement. Le 6 juillet 1823, le pape, qui va avoir 81 ans, fit comme d'habitude une lente promenade dans les jardins intérieurs du palais du Quirinal. Dans la soirée du 6 (14 ans jour pour jour après son enlèvement par le général Radet et l'armée française), Pie VII, qu'on avait laissé momentanément seul dans son bureau, malgré les recommandations contraires du secrétaire d'État le cardinal Consalvi, voulut se lever de son fauteuil en s’appuyant sur sa table de travail. On avait fixé derrière lui un cordon au mur, qu'il agrippait pour se mettre debout ; mais sa main affaiblie atteignit mal le cordon, qui lui glissa des doigts. Perdant l'équilibre, le pape tomba lourdement sur le carrelage et se fractura le col du fémur gauche. Au grand cri qu'il poussa, les camériers secrets et les prélats domestiques accoururent des salles voisines. Pie VII s'alita pour ne plus se relever. Au matin du 7 juillet, la nouvelle s'étant répandue durant la nuit, le peuple romain accourut sur la place de Montecavallo (place du Quirinal) et ne cessa plus de veiller sous les fenêtres du Pontife.
Le roi de France Louis XVIII fit envoyer de Paris à Rome un lit mécanique spécial, pour soulager les souffrances du Pontife. Au cardinal Bertazzoli, éploré, qui le harcelait pour qu'il accepte les services de tel ou tel médecin qu'on lui recommandait, le Pape fit cette réponse piquante, avec son calme perpétuel : Andate, Signor Cardinale… Voi siete pio, ma veramente un pio seccatore. (Allez, Monsieur le Cardinal… Vous êtes pieux, mais vraiment un pieux raseur.) Le 19 août, son état s’aggrava et il ne prononça plus que des mots en latin à voix basse, signe qu’il était constamment en prières. Dans la nuit, perdant conscience par moments, il murmura souvent ces seuls et derniers mots : Savona !… Savona !… Fontainebleau !…, les noms des villes où il avait été déporté cinq ans loin de Rome et où il avait beaucoup souffert. Le 20 août, à cinq heures du matin, alors qu’il venait d’entrer dans sa 82e année, Pie VII, veillé par son fidèle secrétaire d'État le cardinal Consalvi, mourut, après un règne de 23 ans, cinq mois et six jours, pleuré par le peuple romain qui l'accompagna tout au long de sa paisible agonie.
On procéda immédiatement à l’embaumement du pape, dont les entrailles furent portées à l'église Saints-Vincent et Anastase de Trevi, la paroisse du Quirinal où reposent, dans des urnes de marbre, le cœur et les viscères de 23 papes, de Sixte V à Léon XIII. L'anneau du pêcheur fut brisé (pour la seconde fois) et la dépouille mortelle de Pie VII fut exposée au palais du Quirinal, revêtue des vêtements pontificaux solennels. Une foule dense et attristée recouvrit bientôt la place de Monte-Cavallo pour lui rendre un dernier hommage. Le lendemain, 22 août, le corps fut transporté à la basilique Saint-Pierre du Vatican accompagné d'une foule immense.
Les funérailles du Pape durèrent neuf jours, selon la coutume de l'Église de Rome (d’où l’expression Novendiali). Le neuvième jour, on scella le cercueil de plomb. Aux pieds du Pape on déposa une bourse contenant les médailles et les monnaies frappées durant son règne ; le cercueil de plomb fut renfermé dans un cercueil de chêne qui fut placé temporairement dans la crypte vaticane, là où avait été inhumé son prédécesseur Pie VI.

### Le monument funéraire, par Thorvaldsen
Dans son testament, le cardinal Consalvi, secrétaire d'État de Pie VII, avait stipulé que tous les présents qu’il avait reçus de monarques étrangers au cours de sa longue carrière diplomatique devaient être vendus, et que le produit de la vente devait servir à terminer les façades de plusieurs églises de Rome, à faire quelques présents à ses serviteurs, à soulager les pauvres de la Ville, et à faire ériger dans la basilique Saint-Pierre un monument funéraire à son maître et ami, le pape Pie VII. Le cardinal Consalvi mourut en 1824, quelques mois après le défunt pape.
Il fut fait selon sa volonté. Dans l’un des transepts gauches de la basilique Saint-Pierre, le sculpteur danois Bertel Thorvaldsen élabora les plans d'un monument à Pie VII, représentant le pape le visage grave, entouré de deux figures allégoriques dans une attitude pensive et attristée : la Force et la Sagesse, entourées des génies de l’Histoire et du Temps. La dépouille mortelle de Pie VII y fut transférée en 1825. Le monument funéraire de Pie VII est la seule œuvre d’art de la basilique Saint-Pierre à avoir été réalisée par un artiste non catholique (Thorvaldsen était protestant).
Le successeur de Pie VII fut le pape Léon XII.

## Le bilan d'une vie profondément chrétienne
Cette section ne s'appuie pas, ou pas assez, sur des sources secondaires ou tertiaires indépendantes du sujet. Le texte peut contenir des analyses inexactes ou inédites de sources primaires.
Pour l'améliorer, ajoutez-en, ou placez des modèles {{Source secondaire souhaitée}} ou {{Source secondaire nécessaire}} sur les passages mal sourcés. (janvier 2024)
Face à l’histoire globale, Pie VII et son prédécesseur Pie VI (qui totalisent à eux seuls 47 ans de règne) se trouvent à la charnière entre l’Ancien Régime et l’éclosion d’un monde nouveau, industriel, marqué par les nationalismes, les aspirations à la démocratie et au pluralisme de pensée. C’est la fin de la lutte entre le Pape et l’Empereur, initiée au Moyen Âge et c’est l’Empereur (le pouvoir civil) qui, malgré la résistance des pontifes du XIXe siècle, va s’imposer. 
C’est par sa personne elle-même que Pie VII a marqué son temps et qu’il attire aujourd’hui encore l’attention.
Par son caractère profondément pacifique. Comme évêque, il fera tout pour éviter les révoltes contre l’envahisseur et toute la violence qui l’aurait accompagnée. Au général Radet venu l’arrêter, il demande si aucun sang n’a été versé, puis, rassuré, il le suit. À aucun moment de sa captivité, il n’incitera les catholiques à une résistance violente et ne se départira jamais d'une absolue neutralité dans les conflits armés de son époque. Une fois rentré à Rome en 1814, aidé d’Ercole Consalvi, il développera une intense activité diplomatique visant notamment à encourager la coexistence pacifique entre les États européens et les religions.
Par son humilité. Lors du conclave de 1800, Pie VII résistera longtemps au choix des cardinaux de l'élire pape. Plus tard, lors de sa captivité à Fontainebleau, le moine bénédictin qu'il était toujours resté intérieurement insiste pour laver lui-même sa soutane blanche, et en repriser les boutons. Lors de ses nombreux transferts au cours de sa déportation, il accepte de revêtir la bure noire des moines bénédictins que ses geôliers voulurent lui imposer, car il s'agissait pour eux de transporter le Pape dans un incognito total, pour que les gens, le voyant peut-être monter ou descendre de voiture, ne le reconnaissent pas à sa soutane blanche et à sa mozette rouge ; dans l'esprit du pape, resté bénédictin au fond de l'âme, revêtir l'habit noir d'un simple moine ne posa aucun problème, et il répondit simplement : « Sta bene » (« C'est bien, qu'il en soit ainsi »). L'un des soldats chargés de le garder lors de sa captivité à Savone, écrit, le 10 janvier 1810 : « Moi qui étais l’ennemi des prêtres, il faut que je confesse la vérité, car j’y suis obligé. […] Depuis que le Pape est relégué ici, dans ce palais épiscopal, et gardé à vue, non seulement par nous mais aussi à l’intérieur de la maison, je peux vous dire que ce saint homme est le modèle de l’humanité, le modèle de la modération et de toutes les vertus sociales, qu’il se fait aimer de tous, qu’il adoucit les esprits les plus forts et fait devenir amis ceux-là mêmes qui sont les ennemis les plus implacables. Le Pape passe presque tout son temps en prière, souvent prostré, et la face contre terre. Et le temps qui lui reste, il s’occupe à écrire ou à donner audience ».
Si l'on excepte sa consommation immodérée de tabac à priser, on ne trouve à son propos que des louanges dans la bouche même de ses ennemis[réf. nécessaire].
Par son intégrité. Contrairement aux habitudes de népotisme de nombre de ses prédécesseurs, Pie VII veillera toujours à ne favoriser en rien les membres de sa famille. À son frère Grégoire, il n'accorde qu'une pension de 150 écus par mois et à son neveu orphelin, il n'accorde qu'une petite propriété à Césène.
Par sa dimension intellectuelle. L’humble Pie VII est en réalité un brillant intellectuel aux intérêts très variés. Polyglotte (italien, français, anglais, latin), traducteur remarquable (des œuvres de Condillac notamment) et excellente plume (de nombreuses lettres en témoignent), Pie VII a consacré de nombreuses années de sa vie à lire, à étudier (il a été bibliothécaire pendant neuf ans du collège San Anselmo) et à enseigner (à l’abbaye de San Giovanni de Parme, au collège San Anselmo et à l’abbaye de Santa Maria del Monte). Sa bibliothèque privée (conservée à la Biblioteca Malatestiana de Césène) est étonnante. Plus de 5000 ouvrages dont des Codex du Moyen Âge (59), des ouvrages d’histoire, d’archéologie, de numismatique, d’économie politique et de sciences. Comme l’écrit Jean Leflon qui a eu accès à cette bibliothèque, « c'est aussi un homme d'étude par goût, avec une prédilection marquée pour les sciences, comme en témoigne sa bibliothèque papale conservée à la Malatestienne de Césène où abondent les ouvrages consacrés à celles-ci. Nous savons qu'il souscrivit à l'encyclopédie raisonnée des Sciences et des Arts […]. En théologie, en philosophie, dom Gregorio recourt aux méthodes positives ; il osa même patronner la méthode de Condillac […] »
En fait, c’est à tous les niveaux, même personnel, que Pie VII est à la charnière de l’Histoire et toute sa personne est un paradoxe vivant. En examinant sa bibliothèque, l’on peut à peine deviner qu’elle appartient à un religieux d’autant que plusieurs livres s'y trouvant sont en fait à l'Index… Et l’on peut moins encore imaginer que cet homme curieux et progressiste va devenir pendant 23 ans le chef d’une Église dont il défendra bec et ongles la liberté, l’enseignement, les traditions et le pouvoir temporel.

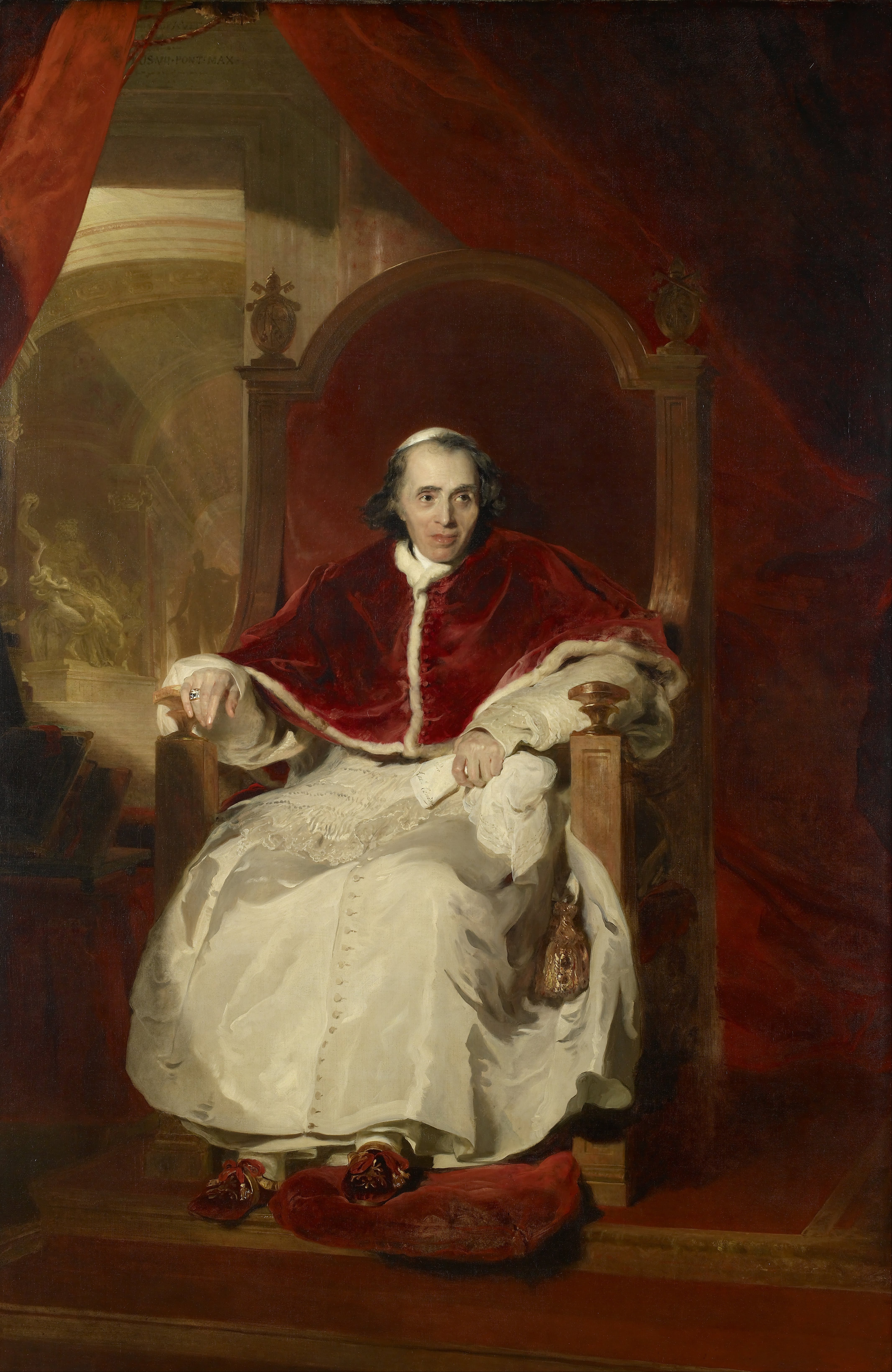
Pie VII (par Sir Thomas Lawrence, 1819 - Palais de Buckingham, Londres). L'un des portraits les plus fidèlement ressemblants du Pape.

Par son action politique. En rétablissant les jésuites, Pie VII réhabilite un ordre intellectuel et progressiste. Il semble que sa signature du concordat ne soit pas une façon de se plier à Napoléon, mais qu’elle correspondait à ses convictions profondes. En combattant l’esclavage, il est en avance d’un siècle sur son temps et ne se fait pas que des amis parmi les autres monarques européens.[réf. nécessaire] En établissant à Rome la liberté de commerce, en ouvrant la Curie à des collaborateurs laïques (1800–1806), en tissant des relations diplomatiques avec la Russie, l’Angleterre, les États-Unis, des pays non catholiques, en réorganisant les écoles dans les États pontificaux et en y abolissant la féodalité, Pie VII est résolument un pape du progrès inspiré des Lumières[réf. nécessaire].
Par son action culturelle. Lorsque moine et prieur bénédictin, dom Gregorio tentera de rénover l’idéal monastique de son ordre et travaillera à y moderniser l’enseignement. Une fois devenu pape, il travaillera à mettre en valeur le passé antique de Rome (fouilles archéologiques du port d’Ostie, travaux de restauration du Colisée) et d’embellir la ville (abords de l’arc de Constantin, fontaine de Monte-Cavallo, Piazza del Popolo, obélisque du mont Pincius). Il créera un musée consacré à l’Antiquité, créera ou fera rouvrir des écoles et fera enrichir considérablement la Bibliothèque vaticane. Il invitera aussi à Rome de nombreux artistes sans distinction de provenance ou de religion (nombre d'entre eux sont protestants), ce qui témoigne, vu l’époque et sa fonction, d’une grande ouverture d’esprit.
Par son humanité et sa bonté. Dénué de toute ambition personnelle, ami très fidèle (notamment des cardinaux Pacca et Consalvi), extrêmement sobre (il avouait vivre d’un seul écu par jour), pieux, doux (jamais il n’élevait la voix), discret, modeste, humble, mais très généreux (il dépense tous ses revenus d'évêque à soulager chaque jour les pauvres de son diocèse de Tivoli puis d'Imola), très ferme sur les droits inaliénables de l'Église, au point de risquer sa vie pour les défendre (sa longue résistance, pacifique mais intraitable, face à Napoléon, est à cet égard exemplaire), Pie VII brille aussi par sa grandeur d’âme : il recueille à Rome toute la famille Bonaparte exilée, et est le seul souverain en Europe à insister officiellement pour que la captivité de Napoléon déchu soit adoucie. Sans doute vaut-il mieux laisser la parole à ce sujet à Napoléon Bonaparte lui-même, qui a été son principal adversaire et qui, dans ses Mémoires de Sainte-Hélène, écrit ces mots au sujet du pape Pie VII :
« C’est véritablement un bon, un doux, un brave homme. C’est un agneau, un véritable homme de bien, que j’estime, que j’aime beaucoup, et qui, de son côté, me le rend un peu, j’en suis sûr… »

## Procès en béatification
Le 12 mars 2007, le pape Benoît XVI a autorisé l'ouverture du procès en vue de la béatification de Pie VII. Il a d'ores et déjà reçu le titre canonique de Serviteur de Dieu, par décret papal reconnaissant officiellement l'héroïcité de ses vertus (Cf. Serviteur de Dieu).

## Succession apostolique
Pie VII a ordonné les évêques suivants :
- Archevêque Antonio Codronchi (1785)
- Archevêque Alessandro Alessandretti (1787)
- Évêque Giacomo Boschi (1788)
- Cardinal František Herzan von Harras (1800)
- Évêque Gioacchino Tosi (1804)
- Archevêque Dominique-Georges-Frédéric Dufour de Pradt (1805)
- Évêque Gabriel-Laurent Paillou (1805)
- Cardinal Giulio Gabrielli il Giovane (1808)
- Cardinal Diego Innico Caracciolo di Martina (1814)
- Cardinal Antonio Lamberto Rusconi (1816)
- Cardinal Nicola Riganti (1816)
- Évêque Johann Baptist von Keller (1816)
- Évêque Emanuele Custo (it) (1816)

### Mémoires
- (it) Erasmo Pistolesi, Vita del Sommo Pontefice Pio VII , vol. IV, Perego Salvioni, 1830, Vol. I-II-III, Bourlie, 1824.
- Ercole Consalvi, Mémoires du cardinal Consalvi secrétaire d'État du pape Pie 7, avec une introduction et des notes / par J. Cretineau-Joly, Paris, Plon, 1864.
- (it) Domenico Martinengo et Francesco Martinengo, Pio VII in Savona : memorie storiche / per D. e F. Martinengo, Torino, Tipografia salesiana, 1888.

### Études historiques

#### Études anciennes
- Louis François Bellaguet, Mémoires du cardinal Pacca sur la captivité du pape Pie VII, et le concordat de 1813, Paris, Ladvocat, 1833.
- (it) O. Fusi Pecci, La Vita del Papa Pio VI, Rome, 1965.
- (en) E.E.Y. Hales, Napoleon and the Pope the Story of Napoleon and Pius VII, London, Eyre & Spottiswoode, 1962.
- Jean Leflon, Pie VII : Des abbayes bénédictines à la papauté, Plon, 1958.
- Bernardine Melchior-Bonnet, Napoléon et le Pape, Paris : Le livre Contemporain, 1958, série : Présence de l'histoire, collection dirigée par André Castelot.
- Jean Leflon, Monsieur Emery l'Église concordataire et impériale, Paris, Maison de la Bonne Presse, 1947.
- (it) Artaud de Montor, Alexis François, Storia di Pio VII… Tradotta dall'abate Cesare Rovida, Milano, presso G. Resnati, 1838.
- (it) Ernesto Vercesi, Pio VII: Napoleone e la restaurazione, Torino, Societa editrice internazionale, 1933.
- (it) Centenario del ritorno di Pio 7. alla Sede romana e Festa di Maria ss. Auxilium christianorum, 24 maggio 1814-24 maggio 1914 : (Societa primaria romana per gl'interessi cattolici), Roma : Tip. Cuggiani, 1914.

#### Études récentes
Généralités
- Vente aux enchères d'une lettre de Napoléon sur l'arrestation du pape Pie VII à Fontainebleau vendue 26.360 €, La Libre Belgique, du 28 avril 2025, page 3 (d'après AFP)
- Yves-Marie Hilaire (dir.), Histoire de la papauté, Seuil, coll. « Points Histoire », 2003.
- Philippe Levillain (dir.), Dictionnaire historique de la papauté, Fayard, 2003.
- Jean Mpisi, Les papes et l'esclavage des Noirs : Le pardon de Jean-Paul II, éditions L'Harmattan, 2008.
- Jean Tulard (dir.), Dictionnaire Napoléon, Fayard, 1999.

Centrées en français
- Serge Ceruti, Le pape prisonnier de l'empereur , Salvator, 2022, 236 p.
- Xavier Maréchaux, Pie VII. Le pape qui défia Napoléon , Cerf, 2024, 312 p.
- Jean-Marc Ticchi, Pie VII : Le pape vainqueur de Napoléon ?, Perrin, 2022, 416 p.  (ISBN 978-2-262-09501-7)

Centrées en italien
- (it) Robin Anderson, Papa Pio VII (Barnaba Chiaramonti) : la vita, il regno e il conflitto con Napoleone nel periodo seguente alla Rivoluzione francese, 1742-1823, Roma, Benedectina Editrice, 2000.
- (it) Marino Mengozzi, I pontificati di Pio 6. e Pio 7 : atti del convegno, Cesena, 9 ottobre 1999 / a cura di Marino Mengozzi, Cesena : Stilgraf, stampa 2000.
- (it) Centro Storico Benedettino Italiano: Pio 7. papa benedettino nel bicentenario della sua elezione : atti del Congresso storico internazionale, Cesena-Venezia, 15-19 settembre 2000 / a cura di Giovanni Spinelli, Cesena : Badia di Santa Maria del Monte, 2003
- (it) Pio 6. Braschi e Pio 7. Chiaramonti: due pontefici cesenati nel bicentenario della campagna d'Italia : atti del Convegno internazionale, maggio 1997 / [a cura di Andrea Emiliani, di Luigi Pepe e di Biagio Dradi Maraldi, con la collaborazione di Michela Scolaro], Bologna : CLUEB, [1998].